# Li Jingjing
Li Jingjing (chinesisch 李晶晶; * 15. Juni 1994) ist eine chinesische Ruderin, die 2021 Olympiadritte mit dem Achter war.

## Sportliche Karriere
Li Jingjing trat 2016 erstmals im Ruder-Weltcup an. 2017 nahm sie mit dem Doppelvierer an den Weltmeisterschaften in Sarasota teil und erreichte den siebten Platz. 2018 siegte sie im Doppelzweier zusammen mit Jiang Yan bei den Asienspielen in Jakarta.
Im Mai 2021 fand die letzte Qualifikationsregatta für die Olympischen Spiele in Tokio statt, dieses Rennen gewann der chinesische Achter. In Tokio belegten Wang Zifeng, Wang Yuwei, Xu Fei, Miao Tian, Zhang Min, Ju Rui, Li Jingjing, Guo Linlin und Steuermann Zhang Dechang sowohl im Vorlauf als auch im Hoffnungslauf den dritten Platz. Diesen Platz erreichten sie auch im Finale und gewannen damit die Bronzemedaille hinter den Kanadierinnen und den Neuseeländerinnen. Im Ziel hatten die Chinesinnen eine Sekunde Rückstand auf die Zweitplatzierten und ebenfalls eine Sekunde Vorsprung auf das viertplatzierte Boot aus den Vereinigten Staaten.